# سيد علي أحمدزاده
سيد علي أحمدزاده (بالفارسية: سید علی احمدزاده) (وُلِدّ 11 سبتمبر 1964) سياسي، رجل دولة، محاماة، مؤيد من إيران ويعمل الحاكم العام الحادي والعشرين  كهكيلويه وبوير أحمد.
حاصل على درجة الدكتوراه في القانون الخاص من جامعة تربية مدرس في طهران  ، ودرجة الماجستير في القانون الخاص ، ودرجة البكالوريوس في القانون من جامعة قم ، ودرجة الماجستير في الإدارة العامة من مركز الإدارة العامة في قم. كما أنه حاصل على تعليم عالي المستوى في الحوزة من حوزة قم. 
شغل منصب نائب اقتصادي الحاكم العام قم محافظ قم في حكومة محمود أحمدي نجاد بين 2005-2009 ، وكان حاكم الدولة في مقاطعة غشساران في حكومة هاشمي رفسنجاني. لديه سجلات إدارية في السلطة التنفيذية والسلطة القضائية و وزارة العدل الإيرانية. 